# ヘンリー・ウェインライト
ヘンリー・ウェインライト（Henry Wainwright、? - 1875年12月21日）は、イングランドの殺人犯。

## 概要
ウェインライトは、ブラシ作り職人だったが、愛人だったハリエット・レーン (Harriet Lane) を1874年9月に殺害し、遺体を自分が所有していた倉庫の地下に埋めた。翌年、破産を宣告されたウェインライトは、1875年9月に遺体を掘り返し、兄弟のトマス (Thomas) とブラシ職人の同僚アルフレッド・ストークス (Alfred Stokes) の手を借りて、埋め直そうとした。
運ぶように依頼された包みの中身を不審に思ったストークスが包みを開いたところ、人体の一部が出てきたので、彼は直ちに警察に通報した。この事件の報道は、後の切り裂きジャックの報道を上回るほどの量が流された。
ヘンリーとトマスは、オールド・ベイリー（中央刑事裁判所）で、サー・アレクサンダー・コックバーンによって裁かれ、有罪となった。ヘンリーは殺人罪、トマスは事後の隠蔽の幇助の罪に問われた。ヘンリー・ウェインライトは死刑を宣告され、1875年12月21日にウィリアム・マーウッドによって絞首刑で処刑された。